# Komorernas fotbollsförbund
Komorernas fotbollsförbund, officiellt Fédération de Football des Comores, är ett specialidrottsförbund som organiserar fotbollen i Komorerna.
Förbundet grundades 1979 och gick med i Caf 2003. De anslöt sig till Fifa år 2005.